# Đảo Penang
Đảo Penang, là hòn đảo cấu thành chính của bang Penang của Malaysia. Nằm ở eo biển Malacca, ngoài khơi bờ biển phía tây bắc của bán đảo Malaysia, nó được tách ra khỏi đất liền bởi eo biển Penang. Hòn đảo này là nơi sinh sống của gần một nửa dân số Penang; thành phố George Town, nằm trên đảo và năm hòn đảo xa xôi, là thành phố lớn thứ hai của Malaysia theo dân số.

## Lịch sử
Trước đây được gọi là đảo Hoàng tử xứ Wales, thành phố George Town được thành lập bởi Francis Light của Công ty Đông Ấn Anh vào năm 1786. Thành phố từng là thủ phủ của Các khu định cư Eo biển, một nhóm các thuộc địa vương miện rộng lớn bao gồm Melaka và Singapore. Hòn đảo đã trở thành một trung tâm khu vực sản xuất gia vị và một bến cảng nhộn nhịp trong thời hoàng kim cai trị của Anh. Người Nhật đã chiếm đóng một thời gian ngắn ở Penang trong Thế Chiến II, trước khi từ bỏ thuộc địa cho người Anh khi chiến tranh kết thúc. Penang sau đó được sáp nhập vào Liên bang Malaya (nay là Malaysia), đã giành được độc lập từ người Anh năm 1957. George Town đã được nâng cấp thành phố trong năm đó; quyền tài phán của thành phố cuối cùng đã được mở rộng để bao gồm toàn bộ hòn đảo vào năm 2015.
Hòn đảo này nổi tiếng là Thung lũng Silicon ở phía Đông và là điểm đến du lịch đang bùng nổ. Giá trị lịch sử của George Town là Di sản Thế giới được UNESCO công nhận, trong khi các bãi biển và Đỉnh Penang, điểm cao nhất ở Penang, cũng là điểm du lịch phổ biến trong số các khách du lịch.

## Tên gọi

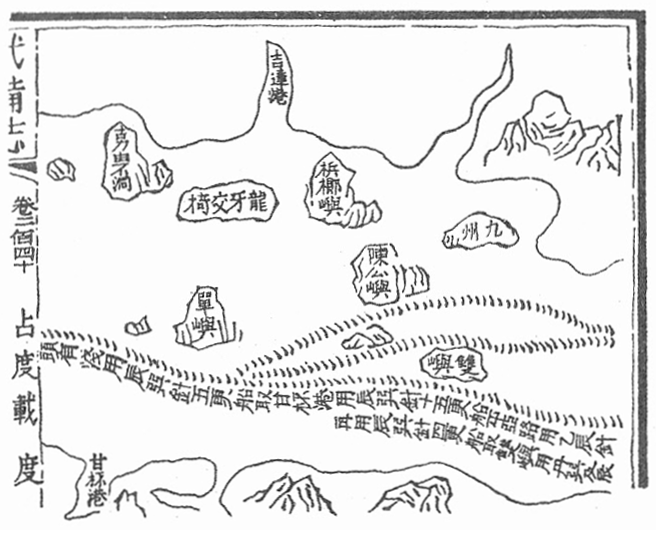
Mao Kun bản đồ từ Wubei Zhi mà là dựa trên bản đồ điều hướng thế kỷ XV của Zheng Ông cho thấy đảo Penang (梹 榔 嶼)

Bang Penang được đặt theo tên đảo Penang, được đặt theo tên cây cau, còn được gọi là pinang trong tiếng Mã Lai.. Cho đến ngày nay, hòn đảo này còn được gọi là Hòn ngọc Phương Đông, hoặc Pulau Mutiara (Hòn đảo Ngọc trai) bằng tiếng Mã Lai.
Người Mã Lai đầu tiên gọi đảo Pulau Ka-Satu (Đảo đầu tiên) bởi vì nó là hòn đảo lớn nhất gặp phải trên tuyến đường biển giữa Lingga và Kedah. Người Xiêm, sau đó là chúa tể của vương quốc Kedah, được gọi là đảo Koh Maak (tiếng Thái: เกาะ หมาก), có nghĩa là đảo cọ hạt cau. Trong thế kỷ XV, hòn đảo này được gọi là Bīnláng Yù (tiếng Trung giản thể: 梹 榔 屿; tiếng Trung truyền thống: 梹 榔 嶼) trong các bản vẽ định hướng được sử dụng bởi Đô đốc Zheng He của Nhà Minh Trung Quốc. Nhà vẽ bản đồ người Bồ Đào Nha thế kỷ XVI Emanuel Godinho de Eredia cũng gọi hòn đảo này là Pulo Pinaom.

## Địa lý

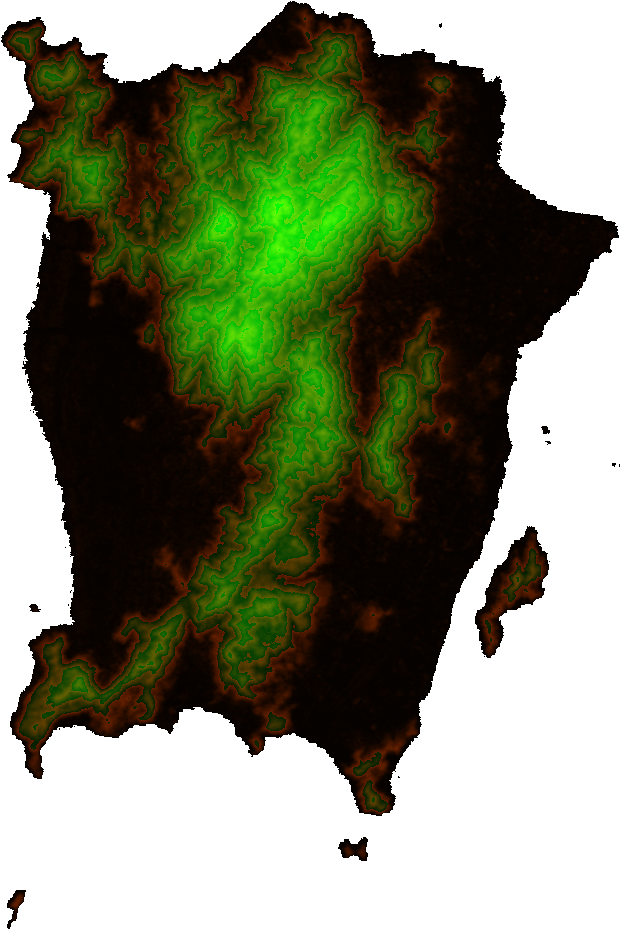
Một bản đồ của đảo Penang và các hòn đảo xung quanh được vẽ từ dữ liệu ASTER GDEM và được tô màu để cho phép dễ dàng khai thác dữ liệu chiều cao tính bằng mét
Với diện tích 293 km2 (113 dặm vuông), chỉ bằng khoảng ⅓ kích thước của Singapore, đảo Penang là hòn đảo lớn thứ tư ở Malaysia. Nó cũng là hòn đảo đông dân nhất trong cả nước, với mật độ dân số 2.465,5 / km2 (6,386 / sq mi).
Đảo Penang nằm tách biệt với ppbán đảo Mã Lai

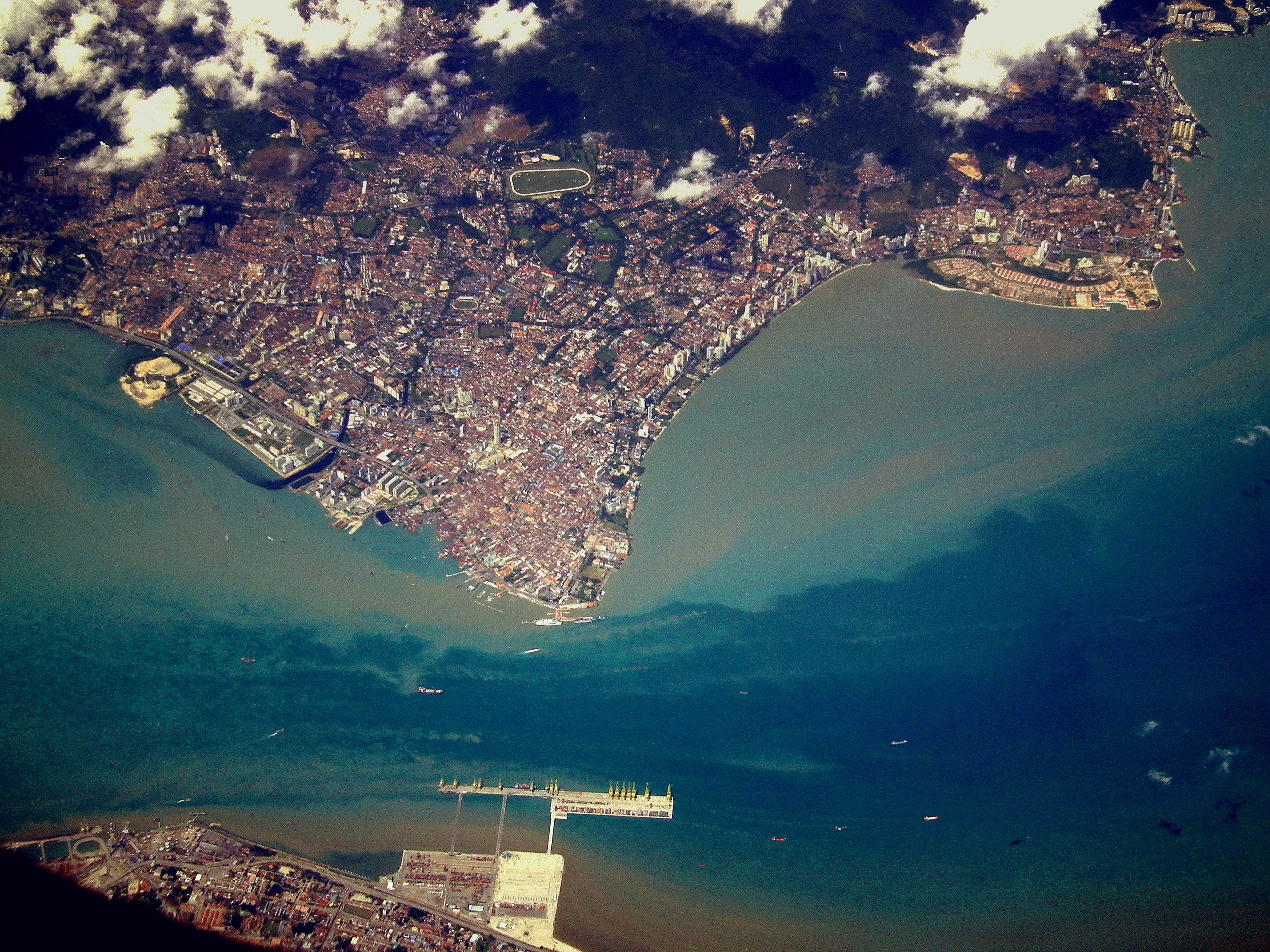
Xem vệ tinh của George Town

bên eo biển Penang. Đối với địa hình, phần lớn trung tâm của đảo Penang bao gồm những ngọn đồi granit được bao phủ bởi rừng mưa nhiệt đới. Các ngọn đồi trung tâm của Đảo Penang, bao gồm Đồi Penang, phục vụ như là một lá phổi xanh khổng lồ cho toàn bộ hòn đảo và một khu vực lưu vực rừng quan trọng.
Nói chung, hòn đảo có thể được phân biệt thành năm khu vực:
- Các vùng đồng bằng phía đông bắc tạo thành một mũi đất hình tam giác nơi George Town tập trung. Trung tâm thành phố đông dân cư này là trung tâm hành chính, thương mại và văn hóa của Penang.
- Phía đông nam, nơi Bayan Lepas nằm, đã từng là một khu vực nông nghiệp bao gồm các cánh đồng lúa và rừng ngập mặn. Do sự công nghiệp hóa lớn của những năm 1970, khu vực này đã được phát triển thành các thị trấn mới và các khu công nghiệp.
- Phía bắc, bao gồm Batu Ferringhi, Tanjung Bungah và Tanjung Tokong, bao gồm các bãi biển cát hẹp bao quanh bởi các khách sạn nghỉ dưỡng và khu dân cư tạo thành rìa phía tây bắc của George Town.
- Phía tây nam (Balik Pulau) chứa các túi lớn duy nhất của vùng nông thôn tuyệt đẹp với các làng chài, vườn cây ăn quả và rừng ngập mặn.
- Dãy đồi trung tâm, với đỉnh cao nhất là Đồi Penang ở độ cao 833 m (2.733 ft) so với mực nước biển, là một khu vực lưu vực rừng quan trọng.

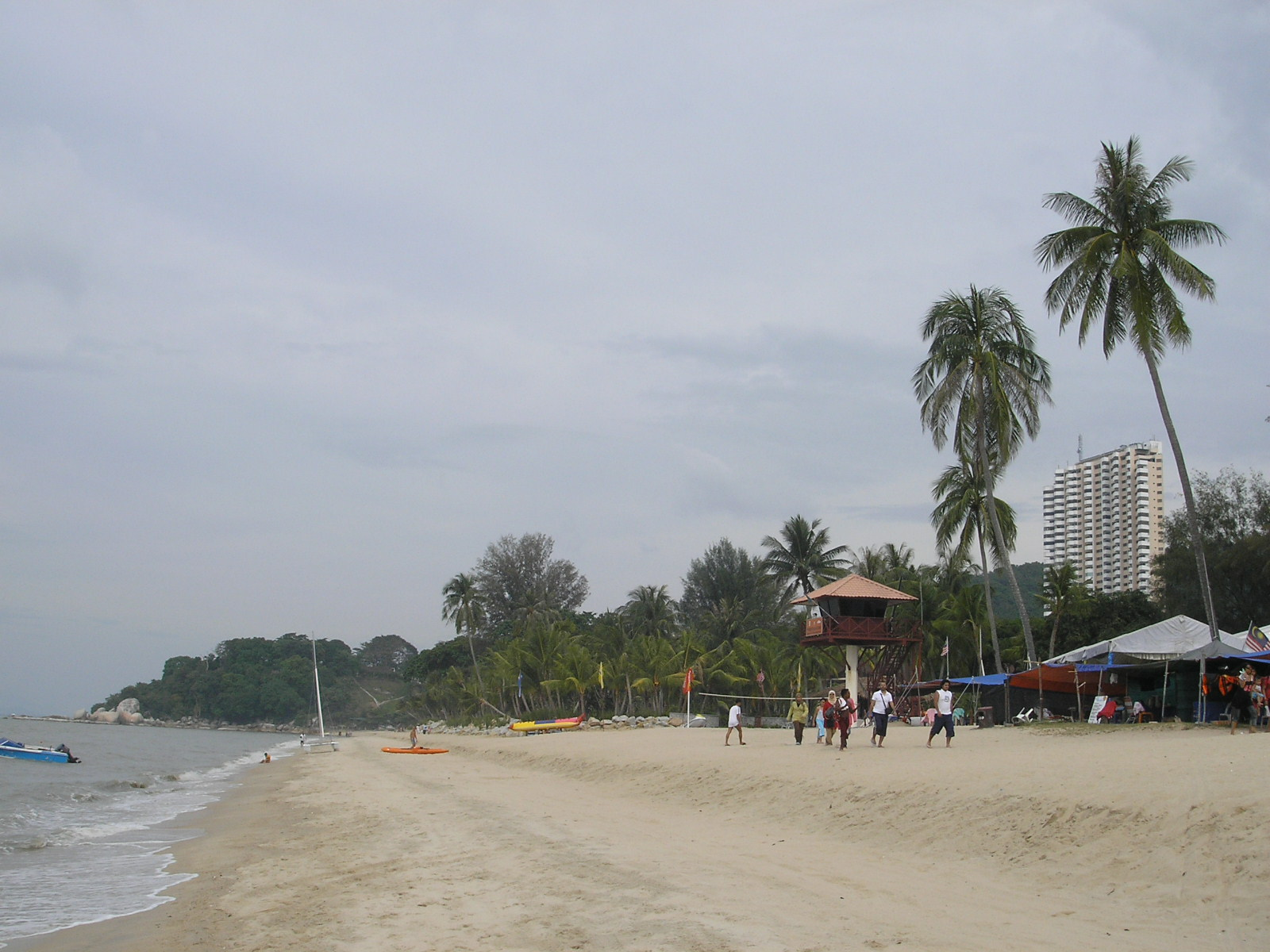
Batu Ferringhi, điểm đến bãi biển nổi tiếng nhất trên đảo Penang.

LCải tạo đất đai đã được thực hiện bởi các nhà chức trách Anh kể từ thế kỷ XIX, đặc biệt là ở George Town, nơi bờ biển ban đầu được đẩy xa ra biển. Cho đến ngày nay, việc cải tạo đất vẫn đang diễn ra tại một số khu vực nhất định của hòn đảo, như khu phố Seri Tanjung Pinang.

### Điểm cực
- Cực bắc: Batu Ferringhi (5.482877° N, 100.256429° E)
- Cực Đông: George Town (5.418714° N, 100.345521° E)
- Cực Nam: Teluk Tempoyak (5.257156° N, 100.27957° E)
- Cực Tây: Penang National Park (5.472174° N, 100.175159° E)

### Khí hậu
Giống như phần còn lại của Malaysia, đảo Penang có khí hậu nhiệt đới rừng nhiệt đới theo phân loại khí hậu Köppen (Af), mặc dù nó cũng giáp với khí hậu nhiệt đới gió mùa. Đảo Penang có điều kiện hơi khô hơn giữa tháng 12 và tháng 2 năm sau. Thành phố nhìn thấy trung bình khoảng 2,477 mm (97,5 in) lượng mưa hàng năm với thấp nhất là 60 mm (2,4 in) trong tháng hai trong khi cao nhất là khoảng 210 mm (8,3 in) giữa tháng Tám và tháng Mười.
Đảo Penang gần với đảo Sumatra, Indonesia làm cho nó dễ bị các hạt bụi mang theo gió từ đám cháy rừng lâu năm nhưng thoáng qua, tạo ra hiện tượng hàng năm được gọi là khói mù Đông Nam Á. Mùa sương mù thường vào giữa tháng 7 và tháng 10.
Dự báo thời tiết ở đảo Penang được phục vụ bởi Văn phòng Khí tượng Bayan Lepas khu vực, hoạt động như cơ sở dự báo thời tiết chính cho bán đảo phía Bắc Malaysia.
| Dữ liệu khí hậu của Penang        | Dữ liệu khí hậu của Penang | Dữ liệu khí hậu của Penang | Dữ liệu khí hậu của Penang | Dữ liệu khí hậu của Penang | Dữ liệu khí hậu của Penang | Dữ liệu khí hậu của Penang | Dữ liệu khí hậu của Penang | Dữ liệu khí hậu của Penang | Dữ liệu khí hậu của Penang | Dữ liệu khí hậu của Penang | Dữ liệu khí hậu của Penang | Dữ liệu khí hậu của Penang | Dữ liệu khí hậu của Penang |
| Tháng                             | 1                          | 2                          | 3                          | 4                          | 5                          | 6                          | 7                          | 8                          | 9                          | 10                         | 11                         | 12                         | Năm                        |
| --------------------------------- | -------------------------- | -------------------------- | -------------------------- | -------------------------- | -------------------------- | -------------------------- | -------------------------- | -------------------------- | -------------------------- | -------------------------- | -------------------------- | -------------------------- | -------------------------- |
| Trung bình ngày tối đa °C (°F)    | 31.6 (88.9)                | 32.2 (90.0)                | 32.2 (90.0)                | 31.9 (89.4)                | 31.6 (88.9)                | 31.4 (88.5)                | 31.0 (87.8)                | 30.9 (87.6)                | 30.4 (86.7)                | 30.4 (86.7)                | 30.7 (87.3)                | 31.1 (88.0)                | 31.3 (88.2)                |
| Trung bình ngày °C (°F)           | 26.9 (80.4)                | 27.4 (81.3)                | 27.6 (81.7)                | 27.7 (81.9)                | 27.6 (81.7)                | 27.3 (81.1)                | 26.9 (80.4)                | 26.8 (80.2)                | 26.5 (79.7)                | 26.4 (79.5)                | 26.5 (79.7)                | 26.7 (80.1)                | 27.0 (80.6)                |
| Tối thiểu trung bình ngày °C (°F) | 23.2 (73.8)                | 23.5 (74.3)                | 23.7 (74.7)                | 24.1 (75.4)                | 24.2 (75.6)                | 23.8 (74.8)                | 23.4 (74.1)                | 23.4 (74.1)                | 23.2 (73.8)                | 23.3 (73.9)                | 23.3 (73.9)                | 23.4 (74.1)                | 23.5 (74.4)                |
| Lượng mưa trung bình mm (inches)  | 68.7 (2.70)                | 71.7 (2.82)                | 146.4 (5.76)               | 220.5 (8.68)               | 203.4 (8.01)               | 178.0 (7.01)               | 192.1 (7.56)               | 242.4 (9.54)               | 356.1 (14.02)              | 383.0 (15.08)              | 231.8 (9.13)               | 113.5 (4.47)               | 2.407,6 (94.79)            |
| Số ngày mưa trung bình (≥ 1.0 mm) | 5                          | 6                          | 9                          | 14                         | 14                         | 11                         | 12                         | 14                         | 18                         | 19                         | 15                         | 9                          | 146                        |
| Số giờ nắng trung bình tháng      | 248.8                      | 233.2                      | 235.3                      | 224.5                      | 203.6                      | 202.4                      | 205.5                      | 188.8                      | 161.0                      | 170.2                      | 182.1                      | 209.0                      | 2.464,4                    |
| Nguồn: NOAA                       |                            |                            |                            |                            |                            |                            |                            |                            |                            |                            |                            |                            |                            |

## Nhân khẩu học
| Thành phần dân tộc của George Town (2010) | Thành phần dân tộc của George Town (2010) | Thành phần dân tộc của George Town (2010) | Thành phần dân tộc của George Town (2010) | Thành phần dân tộc của George Town (2010) |
| ----------------------------------------- | ----------------------------------------- | ----------------------------------------- | ----------------------------------------- | ----------------------------------------- |
| Dân tộc/Quốc tịch                         | Dân tộc/Quốc tịch                         |                                           | Tỷ lệ phần trăm                           | Tỷ lệ phần trăm                           |
| Người Hoa                                 | Người Hoa                                 |                                           | 53.07%                                    | 53.07%                                    |
| Người Mã Lai                              | Người Mã Lai                              |                                           | 31.20%                                    | 31.20%                                    |
| Bumiputera (Malaysia)Người Bumiputera     | Bumiputera (Malaysia)Người Bumiputera     |                                           | 0.47%                                     | 0.47%                                     |
| Người Malaysia gốc Ấn Độ                  | Người Malaysia gốc Ấn Độ                  |                                           | 8.98%                                     | 8.98%                                     |
| Khác                                      | Khác                                      |                                           | 0.39%                                     | 0.39%                                     |
| Không phải người Malaysia                 | Không phải người Malaysia                 |                                           | 5.89%                                     | 5.89%                                     |

Theo điều tra dân số năm 2010 từ chính phủ liên bang Malaysia, đảo Penang có dân số 722.384 người, chiếm khoảng 46% tổng dân số của Penang.. Hòn đảo này có dân số chủ yếu là người Trung Quốc, bao gồm cả người Peranakans; hơn 53% dân số của hòn đảo là người gốc Trung Quốc. Các Bumiputeras, bao gồm cả người Mã Lai và các bộ tộc bản địa Đông Malaysia như Dayaks và Kadazans, chiếm gần 32% dân số của hòn đảo. Dân tộc Ấn Độ chiếm 9% dân số của đảo Penang. Đây là những cộng đồng nhỏ, nhưng nổi bật, Á-Âu và Xiêm. [22] Đặc biệt, hầu hết gần 1.500 người Á Âu vẫn tập trung tại khu ngoại ô Pulau Tikus. In particular, most of the nearly 1,500 Eurasians remain concentrated at the Pulau Tikus suburb.
George Town hiện đang có một số lượng người nước ngoài đáng kể, nhiều người trong số họ đã chọn nghỉ hưu ở Penang như là một phần của chương trình My Second Home của Malaysia. Trong những năm gần đây, George Town đã được công nhận là một trong những thành phố tốt nhất để nghỉ hưu trong khu vực Đông Nam Á, theo báo cáo của CNN và Forbes. Người nước ngoài đã hình thành gần 6% dân số của đảo Penang vào năm 2010, và tập trung quanh các vùng ngoại ô phía bắc của George Town như Tanjung Bungah và Batu Ferringhi.